# Trochalus margaritaceus
Trochalus margaritaceus är en skalbaggsart som beskrevs av Lansberge 1882. Trochalus margaritaceus ingår i släktet Trochalus och familjen Melolonthidae. Inga underarter finns listade i Catalogue of Life.